# Фриденвайлер
Фриденвайлер (нем. Friedenweiler) — община в Германии, в земле Баден-Вюртемберг. 
Подчиняется административному округу Фрайбург. Входит в состав района Брайсгау — Верхний Шварцвальд.  Население составляет 1949 человек (на 31 декабря 2010 года). Занимает площадь 27,08 км².
Коммуна подразделяется на 2 сельских округа.